# Elacomia
Elacomia is een kevergeslacht uit de familie van de boktorren (Cerambycidae). De wetenschappelijke naam van het geslacht werd voor het eerst geldig gepubliceerd in 1916 door Heller.

## Soorten
Elacomia omvat de volgende soorten:
- Elacomia borneensis (Pic, 1933)
- Elacomia clytina (Gahan, 1906)
- Elacomia collaris Heller, 1916
- Elacomia elongatula Holzschuh, 1993
- Elacomia femorata (Pascoe, 1869)
- Elacomia histrionica (Pascoe, 1869)
- Elacomia joanivivesi (Vives & Heffern, 2001)
- Elacomia misolensis Gressitt, 1959
- Elacomia semiannulata (Pic, 1916)
- Elacomia subbifasciatus Gressitt, 1940
- Elacomia tonkinensis (Pic, 1930)
- Elacomia trusmadiana Vives, 2003